# Daniël Hooft Jzn.
Daniël Hooft Jzn. (Amsterdam, 25 november 1788 - aldaar, 18 februari 1860) was een Nederlands politicus.
Hooft was een Amsterdamse bestuurder uit een voornaam (geadeld) regentengeslacht. Hij behoorde in de Tweede Kamer aanvankelijk tot de leden die kritisch waren over het financiële beleid van koning Willem I. In een tweede periode (1833-1849) had hij conservatievere neigingen. Hij vervulde in Amsterdam diverse bestuursambten en functies in het financiële en economische leven van de hoofdstad.